# Fluoruro sódico
El fluoruro sódico es un compuesto químico inorgánico, sólido, generalmente se presenta como un polvo cristalino, blancuzco o verdoso y es la principal fuente del ion fluoruro. Es más económico que el fluoruro de potasio (KF) y menos higroscópico.

## Uso
Se utiliza como auxiliar de soldaduras, metalurgia, raticidas, industria del vidrio; pero el uso más común es en aplicaciones dentales (como agente anticaries) y en fluoración del agua potable.

## Peligros
Es un compuesto que reacciona en contacto con el vidrio y los ácidos fuertes. La DL50 en ratas es de 52 a 250 mg/kg.

## Uso en prevención de caries

### Historia
Después de contar con un nuevo abasto de agua sin fluoruro los niños en Bauxite, Arkansas, mostraron una incidencia mucho mayor de caries que aquellos expuestos al agua antigua que contenía fluoruro. Estudios ulteriores definieron sin duda alguna que la suplementación del contenido de fluoruro hasta 1.0 ppm en el agua constituía una intervención segura y práctica que aminoraba sustancialmente la incidencia de caries en los dientes permanentes.

### Profilaxis
El fluoruro es útil para evitar la caries dental, para ello se utiliza la fluoración del agua potable de forma que no se supere la concentración de 1–1.5ppm. Esta fluoración puede ser comunitaria o doméstica. La aplicación de soluciones de fluoruro por parte del personal odontológico al parecer tiene eficacia particular en los dientes recién brotados y aminora la incidencia de caries 30 a 40%. Hay que pensar en la incorporación de suplementos de fluoruro en los alimentos en niños menores de 12 años cuya agua potable contiene menos de 0.7 ppm (partes por millón) de ion fluoruro. Se han señalado resultados antagónicos en estudios con pastas dentífricas que contienen dicho compuesto.

## Mecanismo de acción
El fluoruro sódico se deposita preferentemente en el hueso y el esmalte. La incorporación adecuada del fluoruro en los dientes endurece las capas externas del esmalte y mejora la resistencia a la desmineralización. El depósito de fluoruro al parecer entraña el intercambio con los aniones hidroxilo o citrato en la superficie de cristal de apatita del esmalte. No se conoce en detalle el mecanismo por el cual los fluoruros impiden la caries. No se han obtenido pruebas convincentes de que los que provienen de cualquier fuente disminuyen la aparición de caries después de que se han formado del todo los dientes permanentes (a los 14 años en promedio).
En el hueso tiene la capacidad de estimular su formación si hay una concentración adecuada de calcio, fosfato y vitamina D; por ello se ha propuesto su utilización para el tratamiento de la osteoporosis aunque se tienen dudas respecto a su eficacia, pues si bien aumenta la masa ósea, este aumento no se acompaña de clara mejoría en las condiciones mecánicas del hueso. En el esmalte se fija a la capa más externa, la endurece y la hace más resistente a la desmineralización; la sedimentación del fluoruro al parecer consiste en un intercambio iónico con iones hidroxilo o citrato.

## Formas farmacéuticas y dosis
La sal de fluoruro más utilizada en pastas dentífricas aparte del fluoruro de sodio es el fluoruro de estaño(II). El fluoruro de sodio está presente en diversas preparaciones para uso bucal tópico que incluye comprimidos, gotas, enjuagues y geles.  A nivel individual puede aplicarse en forma de colutorios o dentífricos. El colutorio contiene fluoruro sódico al 0.05 % (uso diario) o al 0.2 % (uso semanal) y debe ser retenido en la boca durante 1 minuto. El dentífrico se aplica a los dientes cepillando normalmente de 2 a 3 veces diarias. Las pastas dentífricas pueden contener, según la marca, de 350 a 1450 ppm. La mayoría de las cremas dentales contienen entre 0.243% de fluoruro sódico.

## Toxicología
Si se exceptúa su acción en hueso y esmalte, el resto de sus acciones son perjudiciales ya que inhibe enzimas, deprime los procesos respiratorios tisulares e interfiere en la coagulación. Estas acciones aparecen con dosis tóxicas. Las reacciones adversas son frecuentes (30–50% de pacientes), presentándose como molestias reumáticas (sinovitis de las grandes articulaciones en las extremidades inferiores) y gastrointestinales (dolor epigástrico, náuseas, vómitos y hemorragia). La intoxicación aguda produce un cuadro tóxico gastrointestinal y nervioso, con hipocalcemia e hipoglucemia, cuyo tratamiento es sintomático y de apoyo general. La intoxicación crónica provoca la fluorosis dental, que se caracteriza por la instauración de una osteosclerosis. Aparecen exostosis, calcificación de ligamentos, tendones e inserciones musculares.

## Desacuerdos
Desde el comienzo, la regulación de la concentración de fluoruro de los abastos de agua comunitarios se ha topado periódicamente con oposición, que incluyen alegatos de supuestas consecuencias adversas del agua fluorada en la salud. El análisis cuidadoso de estos puntos indica que las cifras de mortalidad por cáncer y de todas las causas no difieren significativamente en las comunidades que consumen agua fluorada y las que consumen agua no fluorada.